# Daletjärnen, Dalsland
Daletjärnen är en sjö i Dals-Eds kommun i Dalsland och ingår i Enningdalsälvens huvudavrinningsområde. Daletjärn ligger i Trestickla-Boksjön Natura 2000-område.